# یوتو (ماه‌نورد)
یوتو یک ماه‌نورد رباتیک و بخشی از مأموریت چینی چانگ ای ۳ به ماه بود. این ماه‌نورد در ۱ دسامبر ۲۰۱۳ در ساعت 17:30 UTC پرتاب شد و در ۱۴ دسامبر ۲۰۱۳ به سطح ماه رسید.